# Duitsland op het Eurovisiesongfestival 1970
Duitsland deed mee aan het Eurovisiesongfestival 1970, dat werd gehouden in Amsterdam, Nederland.

## Ein Lied für Amsterdam

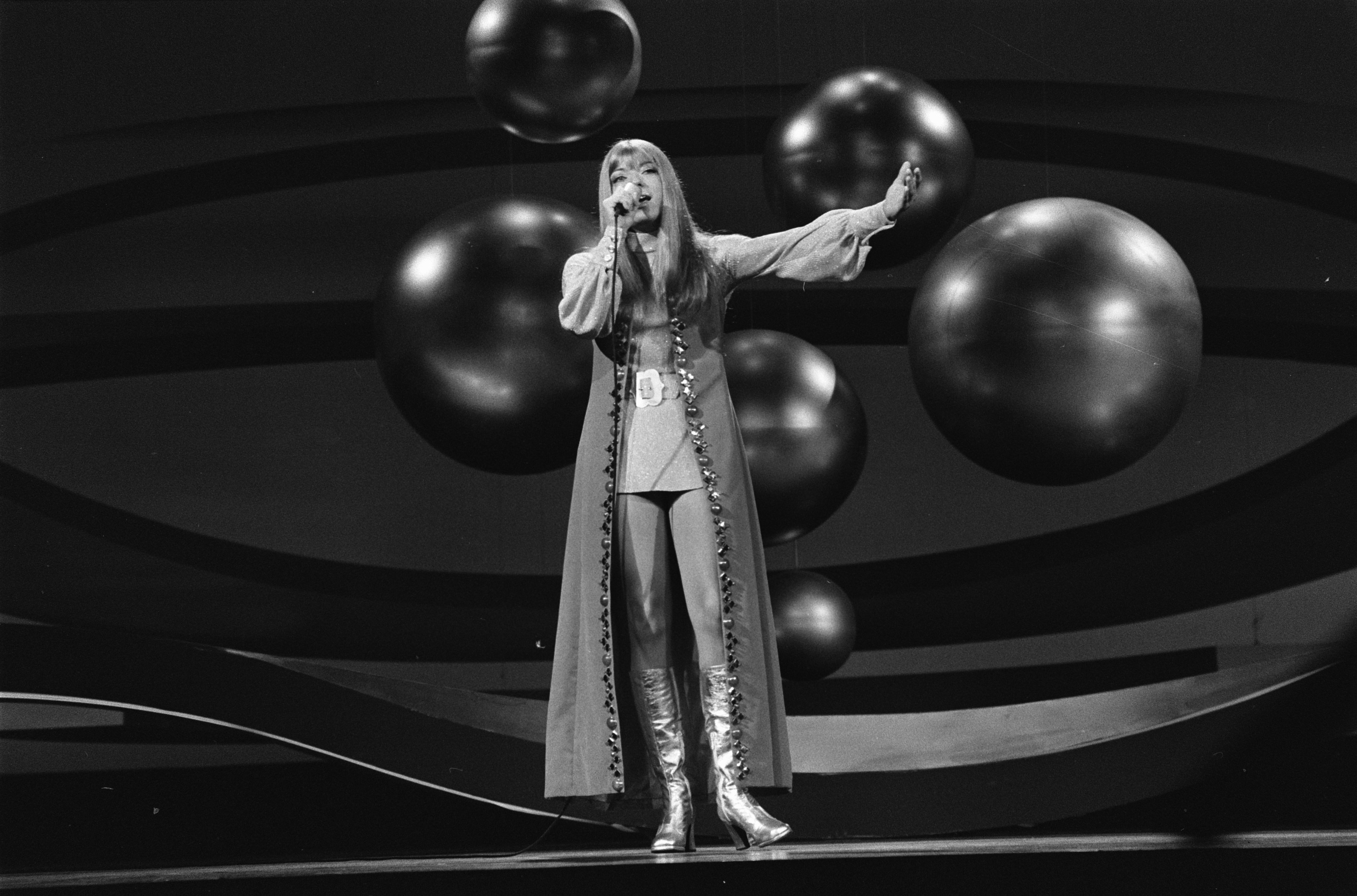
Katja Ebstein tijdens een repetitie.

De Duitse inzending werd gekozen via de nationale finale Ein Lied für Amsterdam, dat werd uitgezonden door de Hessischer Rundfunk en gehouden in de Tv studio's in Frankfurt. De presentatie was in handen van Marie-Louise Steinbauer. 
Het deelnemersveld bestond onder andere uit Katja Ebstein, Kirsti Sparboe een Noorse zangeres die al tweemaal voor Noorwegen had deelgenomen aan het songfestival, en de populaire zangeres Mary Roos. Echter waren er voor deze editie ook verschillende vervangingen bij de deelnemende artiesten, zo verving Mary Roos de zangeres Edina Pop die vanwege ziekte haar deelname verstek moest laten gaan. Roberto Blanco verving de zanger Josef Laufer. David Alexandre Winter was eveneens geselecteerd voor de nationale voorronde, echter werd hij intern door de Luxemburgse zender gekozen om in Amsterdam te zingen, Winter werd vervangen door Peter Beil. 
De show verliep in twee gedeeltes: tijdens de eerste ronde zongen alle zes artiesten hun lied, hierna gaf een zevenkoppige jury drie favoriete kandidaten door. Na deze eerste ronde bleven er drie kandidaten over, hierna kwam er een tweede stemrode. In de tweede stemronde koos de jury unaniem voor 'Wunder gibt es immer wieder dat werd gezongen door Katja Ebstein en gecomponeerd en geschreven door Christian Bruhn en Günter Loose. 

### Uitslag nationale finale
| Artiest        | Lied                                                 | Ronde 1 | Ronde 2 | Eindplaats |
| -------------- | ---------------------------------------------------- | ------- | ------- | ---------- |
| Mary Roos      | "Bei jedem Kuß"                                      | 5       | 0       | 2=         |
| Roberto Blanco | "Auf dem Kurfürstendamm sagt man "Liebe""            | 1       | -       | 5          |
| Kirsti Sparboe | "Pierre, der Clochard"                               | 3       | -       | 4          |
| Peter Beil     | "Blaue Augen, rote Lippen und kastanienbraunes Haar" | 0       | -       | 6          |
| Katja Ebstein  | "Wunder gibt es immer wieder"                        | 7       | 7       | 1          |
| Reiner Schöne  | "Allein unter Millionen"                             | 5       | 0       | 2=         |

## In Amsterdam
Op 21 maart 1970 vond in het RAI Congrescentrum de finale plaats van het Eurovisiesongfestival, met in totaal 12 deelnemende landen. Ebstein trad als derde aan. Het orkest stond onder leiding van Christian Bruhn.
Duitsland ontving in totaal 12 punten, Spanje gaf het hoogste puntenaantal namelijk 4. In de eindrankschikking eindigde Duitsland op een derde plaats, dit was tevens de hoogste eindnotering voor een Duitse inzending tot dan toe. 

## Foto's

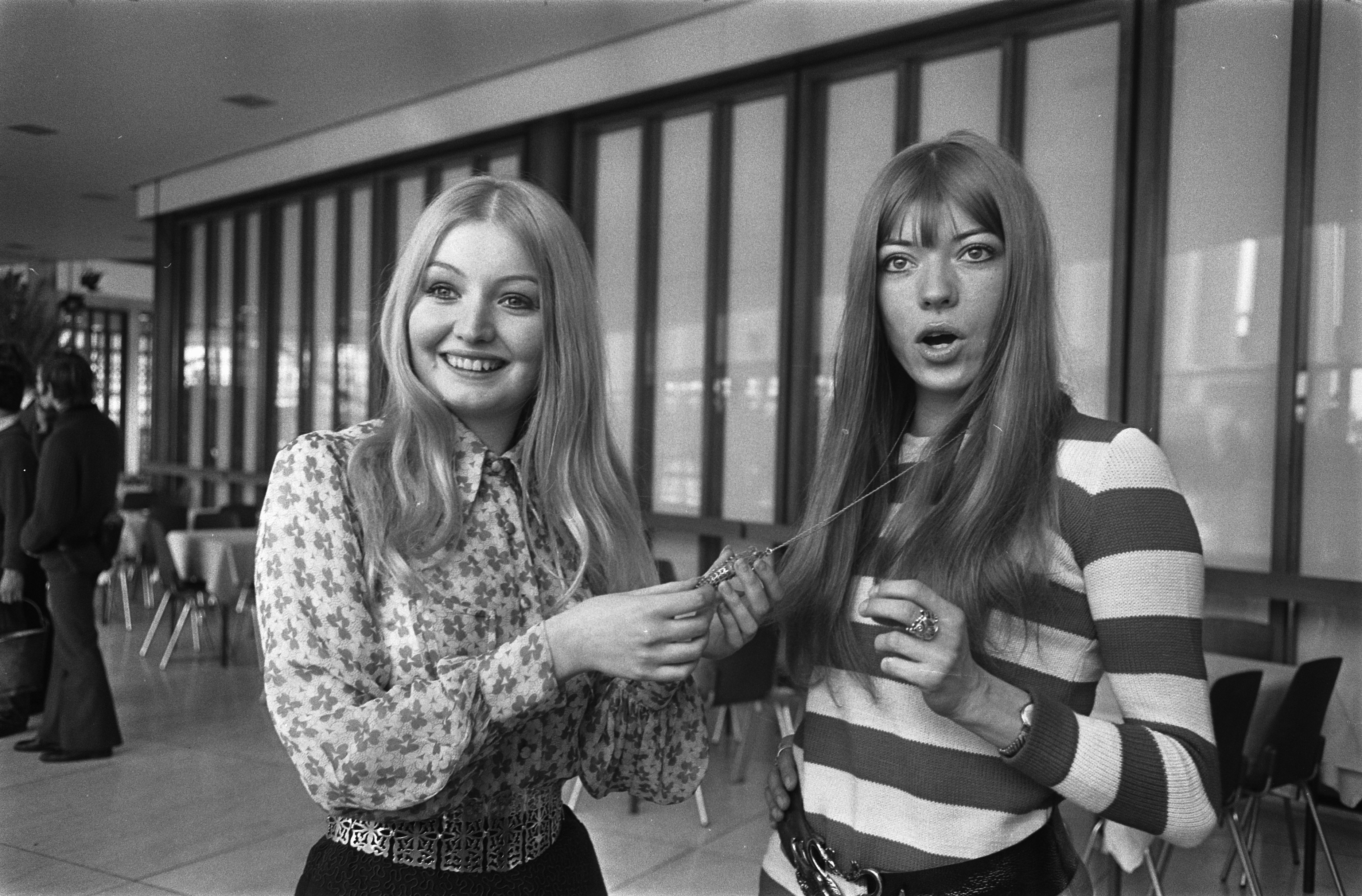
Katja Ebstein (rechts) met de Britse kandidate Mary Hopkin op Schiphol.
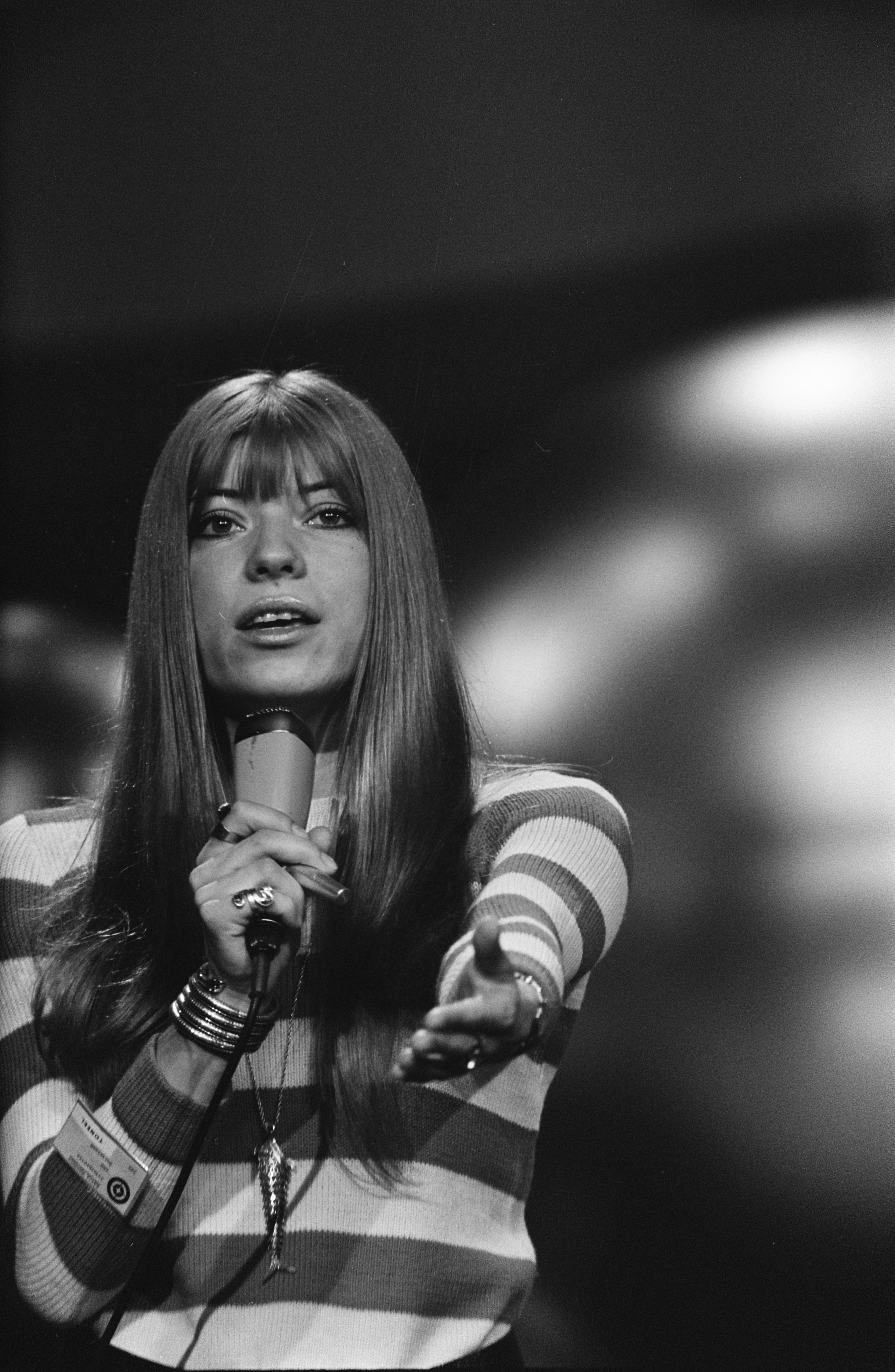
Ebstein tijdens een repetitie in het Congrescentrum.

1956 · 1957 · 1958 · 1959 · 1960 · 1961 · 1962 · 1963 · 1964 · 1965 · 1966 · 1967 · 1968 · 1969 · 1970 · 1971 · 1972 · 1973 · 1974 · 1975 · 1976 · 1977 · 1978 · 1979 · 1980 · 1981 · 1982 · 1983 · 1984 · 1985 · 1986 · 1987 · 1988 · 1989 · 1990 · 1991 · 1992 · 1993 · 1994 · 1995 · 1996 · 1997 · 1998 · 1999 · 2000 · 2001 · 2002 · 2003 · 2004 · 2005 · 2006 · 2007 · 2008 · 2009 · 2010 · 2011 · 2012 · 2013 · 2014 · 2015 · 2016 · 2017 · 2018 · 2019 · 2020 · 2021 · 2022 · 2023 · 2024 · 2025